# Charles Leickert

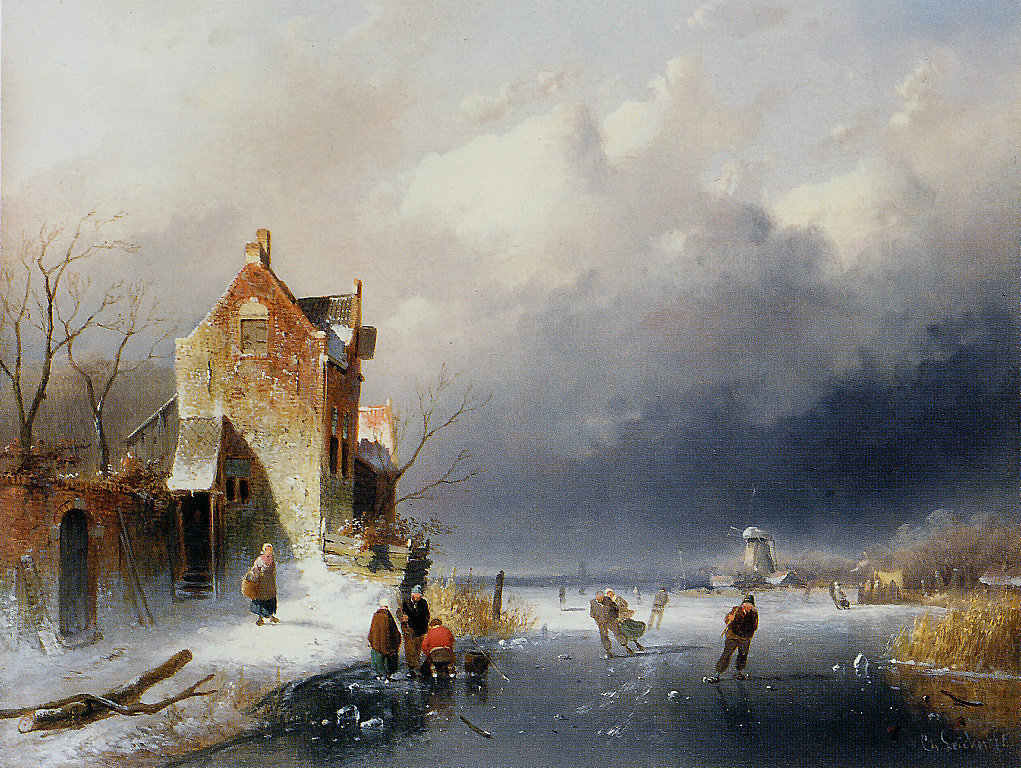
Łyżwiarze na lodzie

Charles Henri Joseph Leickert  (ur. 22 września 1816 w Brukseli, zm. 5 grudnia 1907 w Moguncji) – malarz romantyczny, pejzażysta.
Uczył się malarstwa w Hadze, jego nauczycielami byli holenderscy pejzażyści Bartholomeus van Hove, Wijnand Nuijen i Andreas Schelfhout. Specjalizował się w romantycznych krajobrazach zimowych. Prawie wszystkie jego prace powstały w Holandii, malował w latach 1841–1848 w Hadze i 1849-1883 w Amsterdamie. W 1856 został członkiem Akademii Królewskiej w Amsterdamie. W 71. roku życia wyjechał do Niemiec, gdzie zmarł w 1907 r.